# فردریک کستل (بازیکن فوتبال)
فردریک کستل (انگلیسی: Frederick Castle; ۲۹ نوامبر ۱۸۹۸ – ۱۹۷۴ (۷۵−۷۶ سال)) بازیکن فوتبال اهل بریتانیا بود.
از باشگاه‌هایی که در آن بازی کرده‌است می‌توان به باشگاه فوتبال بیرمنگام سیتی و باشگاه فوتبال شروزبری تاون اشاره کرد.